# Reventador
Reventador – czynny wulkan w ekwadorskich Andach. Stratowulkan leży w Parku Narodowym Cayambe-Coca. Ostatnia erupcja miała miejsce w 2007 r., ale największą jak dotąd była ta z 2002 r. Wtedy to chmura pyłu z wulkanu sięgnęła wysokości 17 km, a lawa wypłynęła na odległość 7 km od stożka.